# Aad de Koning
Adrianus Jacobus Petrus „Aad“ de Koning (* 25. Dezember 1928 in Purmerend; † 29. Mai 2010 in Zuidoostbeemster) war ein niederländischer Eisschnellläufer.
Koning startete international bei den Olympischen Winterspielen 1948 in St. Moritz, wo er den 25. Platz über 1500 m, den 23. Rang über 500 m und den 20. Platz über 5000 m belegte. Bei der Mehrkampf-Europameisterschaft 1951 in Oslo errang er den 14. Platz. National nahm er mehrmals am Elfstedentocht teil und erreichte 1954  mit dem zweiten Platz seine beste Platzierung. Sein Vater Jacques de Koning wurde 1914 niederländischer Meister und sein Onkel Coen de Koning 1905 Weltmeister.

## Persönliche Bestleistungen
| Disziplin | Zeit        | Datum           | Ort        |
| --------- | ----------- | --------------- | ---------- |
| 500 m     | 45,5 s      | 21. Januar 1951 | Oslo       |
| 1500 m    | 2:25,3 min  | 30. Januar 1948 | St. Moritz |
| 5000 m    | 8:57,6 min  | 30. Januar 1948 | St. Moritz |
| 10.000 m  | 18:36,8 min | 21. Januar 1951 | Oslo       |